# Vérino
Pour les articles homonymes, voir Verino.
 (juillet 2013).
Vérino, de son vrai nom Olivier Balestriero, est un humoriste, comédien et producteur français né le 17 septembre 1982 à Nancy (Meurthe-et-Moselle).

## Biographie

### Études
Il fait sa scolarité au lycée Notre-Dame Saint-Sigisbert puis obtient un DEUG de sport à Nancy et passe quelques mois[Combien ?] au Cours Florent.

### Carrière

#### One-man show
Vérino joue son 1er spectacle au Théâtre de Dix Heures en 2009[source secondaire souhaitée].
En 2013, il en joue la dernière à l'Olympia en s’occupant seul de la promotion de ce spectacle via Internet,.
En 2014, Vérino se produit au Grand Point Virgule avec son deuxième spectacle Vérino s'installe,. Il le joue également à Bobino, au Théâtre Antoine et au Grand Rex, pour un total de 900 représentations.
En 2021, Verino présente son 3e spectacle, FOCUS, au Grand Point Virgule, au Théâtre Antoine,, et au Théâtre Libre, avant de partir en tournée. Après plus de 300 dates en 2 ans, il entame une ultime saison de Focus à Paris, à la Comédie des Champs-Elysées et une tournée pour 2023-2024, qu'il termine par une "Tournée des Grands Ducs" à Paris. Ce spectacle est actuellement diffusé sur la plateforme Prime Vidéo.
En novembre 2024, il ouvre les réservations pour son 4e spectacle, RODÉO dont la tournée a démarré en avril 2025.

#### Internet
En janvier 2015, il lance une émission hebdomadaire sur YouTube, Dis Donc Internet..., un stand up sur l'actualité de la semaine filmé en public.

#### Producteur
Depuis 2016, Vérino produit et présente l'Inglorious Comedy Club, un plateau réunissant des humoristes.
Il a également produit l'humoriste Tania Dutel jusqu’en 2020.

## Carrière

### Spectacles
- 2009 - 2013 : Vérino (dernière à l'Olympia le 13 janvier 2013)
- 2013 : En chantier, Avignon
- 2014 - 2020 : Vérino s'installe
- 2014 -2023: Inglorious Comedy Club (plateau d'humour)
- 2021 - 2024 : Focus
- 2025 : Rodéo

### Cinéma
- 2013 : Fonzy d'Isabelle Doval : Manuel Costa
- 2015 : Certains l'aiment faux, court-métrage de Baptiste Magontier : Enzo

### Télévision
- 2008 : Pliés en 4 sur France 4.
- 2011 - 2014 : On n'demande qu'à en rire sur France 2.
- 2012 : Bref de Kyan Khojandi et Bruno Muschio sur Canal+ : rôle de Stanley, manager chez Télécom 3000.
  - Épisode 55 « Bref, Je m'appelle Éric Dampierre »
  - Épisode 71 « Bref. J'ai fait une soirée déguisée »
- 2014 : L'Émission pour tous sur France 2[24][source insuffisante].
- 2015 : Ma pire angoisse de Romain Lancry sur Canal+ : rôle l'agent immobilier.
- 2016 : Vendredi tout est permis avec Arthur sur TF1.

### On n'demande qu'à en rire
Il réalise son premier sketch dans l'émission le 27 janvier 2011[source secondaire souhaitée] mais n'effectue que deux passages dans cette première saison. Il revient le 21 septembre 2011 et devient l'un des principaux participants du programme[source secondaire souhaitée].
Lors de l'émission spéciale en prime du 23 avril 2013, il obtient le score de 185/200 pour son sketch « Le retour de Fort Boyard »[source secondaire souhaitée] et est sélectionné pour participer à la seconde édition du gala On n'demande qu'a en rire[source secondaire souhaitée] au Casino de Paris aux côtés d'Artus, Steeven et Christopher, Sacha Judaszko, Donel Jack'sman, Kevin Razy, Antonia de Rendinger, Ahmed Sylla, Anthony Joubert et Les Décaféinés.
À l'issue de la saison 3, il a réalisé 50 sketchs dans l'émission, pour un score moyen par sketch de 78/100 (émissions spéciales en prime comprises). Son record est de 97/100 acquis lors de son 41e passage[source secondaire souhaitée].
Il revient pour la saison 4 en tant que pensionnaire historique et ses passages ne sont plus notés. Il est également « parrain » de l'émission la semaine du 5 mai 2014 et dans l'émission du 3 juillet 2014[pertinence contestée].